# 2010年热带风暴乔吉特
热带风暴乔吉特（英語：Tropical Storm Georgette）是2010年9月吹袭南下加利福尼亚州的一场持续时间较短的热带风暴，于9月20日经东太平洋上空的扰动天气区发展成型。次日，气旋在南下加利福尼亚州以南近海升级成热带风暴。乔吉特经过下加利福尼亚半岛并减弱成热带低气压，然后继续北上，于9月22日登陆墨西哥本土，最终于次日清晨在索诺拉州内陆上空消散。
虽然气象机构发布警告，称墨西哥西北部及下加利福尼亚半岛可能会降下暴雨，但该国的受灾程度很轻，也没有出现人员丧生。不过，气旋的残留湿气之后进入新墨西哥州，引发的洪灾夺走一条人命。

## 气象历史
9月1目，一股东风波离开非洲西海岸向西穿越大西洋盆地，在此期间因组织混乱而难以追踪。9月7日东风波逼近小安的列斯群岛时，其中的对流已有增长。9月14日，东风波北部在西加勒比海发展成飓风卡尔，南部则穿越中美洲北部，于9月17日进入东太平洋。美国国家飓风中心此时首度在热带天气展望中提及这片扰动天气区存在，但没有预计系统会出现显著发展。不过，该机构在下一份热带天气展望中指出，天气系统所在海域的风切变会略有减弱，所以扰动天气有中等程度可能会在之后48小时内发展成热带气旋。
系统在索诺拉州以西洋面逐渐发展，对流围绕环流中心聚拢。9月20日下午，系统内发展出低气压区，促使美国国家飓风中心将位于卡波圣卢卡斯（Cabo San Lucas）东南偏南方向约390公里海域的天气系统归类成热带低气压。气旋位于副热带高压脊的西部边缘，自始至终都在其影响下转西北偏北方向移动。
9月20日当天，气旋在成为热带低气压仅数小时后就因强烈风切变影响导致对流消亡。但从ASCAT散射仪的数据来看，系统的风速已达到烈风强度，热带低气压因此在协调世界时9月21日凌晨0点升级成热带风暴。美国国家飓风中心在当时的实际操作中直到这天中午12点才发布针对风暴的首份公告，并以“乔吉特”（Georgette）为其命名。在此期间，气旋中心附近的雷暴活动有所增长。9月21日，风暴逼近南下加利福尼亚州，其强度和前进方向都没有什么变化。下午18点左右，乔吉特以风力时速65公里强度从圣荷西卡波（San José del Cabo）附近登陆，气象部门还测得999毫巴（百帕，29.5英寸汞柱）气压值。进入加利福尼亚湾后不久，乔吉特减弱成热带低气压，风速保持在每小时55公里。气旋接下来又从圣卡洛斯（San Carlos）附近登陆索诺拉州。进入内陆上空后不久，乔吉特的下层环流便在墨西哥西部山区上空消散。

## 防灾措施和影响

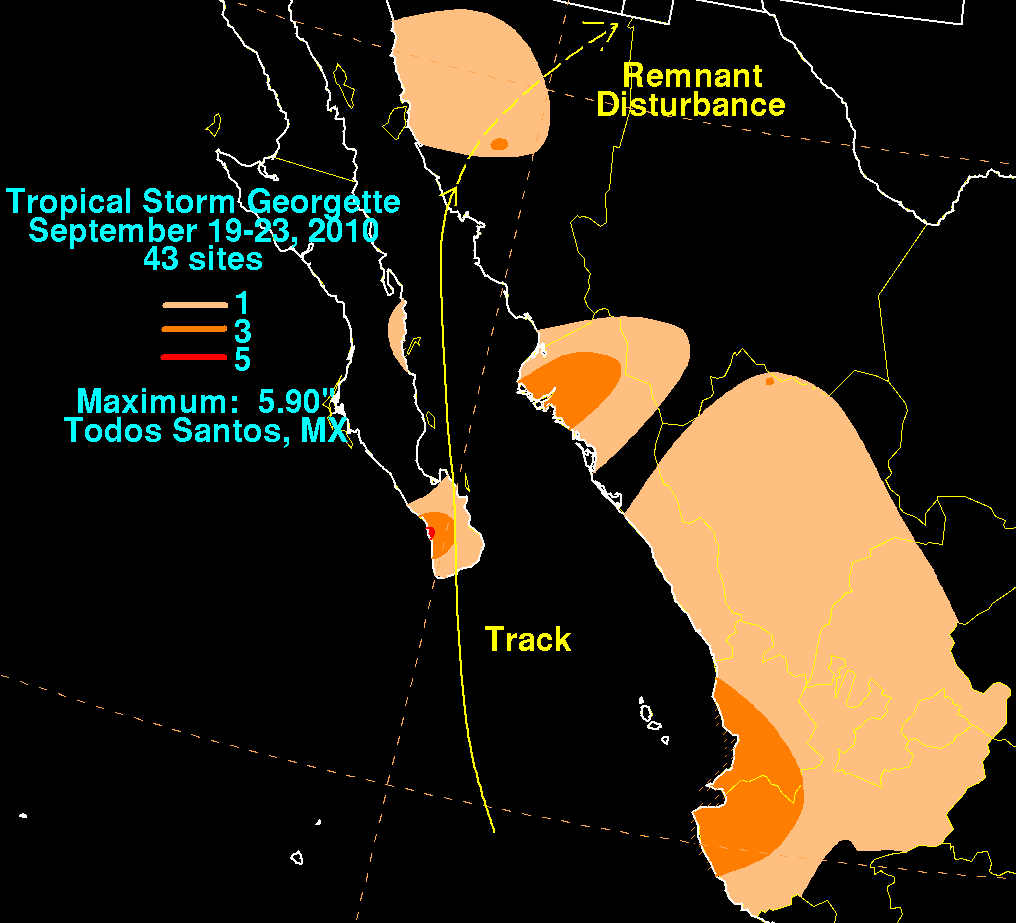
乔吉特在墨西哥西部的降水分布

墨西哥政府在风暴来袭前向南下加利福尼亚州最南端地区发布热带风暴警告，但在乔吉特登陆后中止生效。政府部门向该州乡村地区发出警告，希望当地居民做好应对狂风暴雨的准备。美国国家飓风中心指出，气旋可能产生高达250毫米雨量，特别是高原地区降水可能特别多，引发致命的洪灾和泥石流。政府官员在洛斯卡沃斯开设有四个避难所，并将洪水易发地区的上千户居民疏散。
索诺拉州民防部门下令该州南部进入“橙色”警戒状态，此后不久又升级成“红色”警戒，乔吉特当晚登陆后，上述警戒停止生效。卡加米（Cajeme）一共开设有52个避难所。瓜伊马斯及其周边地区有300人进入避难所，恩帕尔梅（Empalme）也有250人。巴希亚基诺（Bahía Kino）和埃莫西约沿海地区的学校停课，以防万一。9月23日，州内学校开课。
乔吉特在南下加利福尼亚州产生的降雨量创下15年来新高，导致许多人流离失所。风暴还产生大浪，数天前飓风卡尔登陆墨西哥后已引发洪灾，乔吉特的到来又令情况雪上加霜。托多斯桑托斯（Todos Santos）的降雨量最高，达到150毫米。索诺拉州多地降下120毫米雨量，引发的洪灾令220套民房受损。气旋在瓜伊马斯产生66毫米降水。恩帕尔梅、瓜伊马斯、伊查荷亚（Etchojoa）纳沃华和洛斯莫奇斯爆发洪灾，50万人被迫疏散。降水产生大量地表径流，诺维洛水库的进水速度达每秒510立方米，迫使有关部门开闸放水。
乔吉特的残留水分与逐渐逼近的低压槽结合，令新墨西哥州普降暴雨并伴有强烈雷暴。犹尼昂县测得163毫米雨量。降雨引发洪灾，导致格兰德河位于伯纳利欧县卡努尔（Carnuel）境内河段沿线有一人丧生。